# CDMA2000
CDMA2000是一个3G移动通讯标准，国际电信联盟ITU的IMT-2000标准认可的无线电接口，也是2G cdmaOne标准的延伸，不需要新的频段分配，可以稳定运行在现有PCS频段。根本的信令标准是IS-2000。CDMA2000与另一个3G标准UMTS不兼容。
CDMA2000是美国通讯行业协会（TIA-USA）的注册商标，并不是一个像CDMA一样的通用术语。TIA也注册了他们的2G cdmaOne标准（AKA IS-95）对应CDMA1X。
CDMA2000是TIA标准组织用于指代第三代CDMA的名称。适用于3G CDMA的TIA规范为IS-2000，该技术本身被称为CDMA2000。
由于超行動寬頻（UMB）的研发被取消，CDMA2000標準延伸演進的4G標準是LTE。

## 分類
CDMA2000有多个不同的类型。下面按照复杂度排列：

### CDMA2000 1x
CDMA2000 1x就是众所周知的3G 1X或者1xRTT，它是3G CDMA2000技术的核心。标志1x习惯上指使用一对1.25MHz无线电信道的CDMA2000无线技术。
日本运行商KDDI的CDMA2000 1xEV-DO网络使用的商标为“CDMA 1X WIN”。

### CDMA2000 1xRTT
CDMA2000 1xRTT（RTT－无线电传输技术）是CDMA2000一个基础层，支持最高153.6kbps数据速率，尽管获得3G技术的官方资格，但是通常被认为是2.5G或者2.75G技术，因为它的速率只是其他3G技术几分之一。另外较之之前的CDMA网络，它拥有双倍的语音容量。

### CDMA2000 1xEV
CDMA2000 1xEV（Evolution－发展）是CDMA2000 1x附加了高数据速率（HDR）能力。1xEV一般分成2个阶段：

#### CDMA2000 1xEV-DO

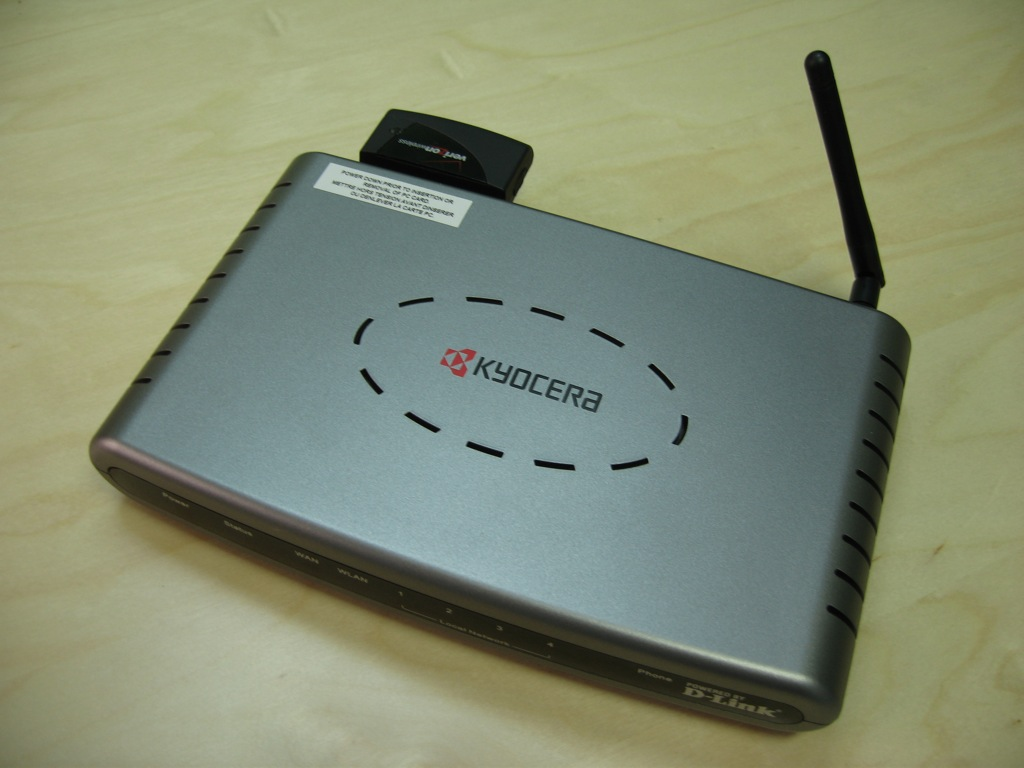
Kyocera PC Card EVDO 3G router 與 Wi-Fi

CDMA2000 1xEV为第一阶段，CDMA2000 1xEV-DO（Evolution-Data Only－发展－仅数据）在一个无线信道传送高速数据报文数据的情况下，支持下行（向前链路）数据速率最高3.1Mbps，上行（反向链路）速率最高到1.8 Mbps（A版本，目前速率更快的B版本正在测试中）。
EV-DO是英文Evolution-Data Optimized或者Evolution-Data only的缩写。有时也写做EVDO或者EV。
CDMA2000 1xEV-DO是一种可以满足移动高速数据业务的技术。一条EV-DO通道的频宽为1.25 MHz。实际建网时需要使用两个不同的载波支持语音与数据业务，这虽然降低了频率利用率，不过从频谱效率上看，CDMA2000 1X+CDMA2000 1xEV-DO的传输数据能力已经大大超过UMTS（目前W-CDMA能够实现的R4版本空中接口速率为2.4Mbps/5Mhz，而CDMA2000 1xEV-DO Release 0速率为2.4Mbps，CDMA2000 1xEV-DO Revision A速率为3.1Mbps，CDMA2000 1xEV-DO Revision B速率为9.3Mbps）。而且从技术实现上面来看，语音业务和数据业务分开，既保持了高质量的语音，又获得了更高的数据传输速率。网络规划和优化上CDMA2000 1X和CDMA2000 1xEV-DO也相同，各个主要设备制造商的系统都能支持从CDMA2000 1X向CDMA2000 1xEV-DO的平滑升级，这对于电信运营商在技术和投资方面的选择都很理想，有助于CDMA2000 1xEV-DO的推广。
EV-DO技术的基本思想是把语音业务和数据业务分别放在两个独立的载波上承载。这样极大地简化了系统软件的设计难度，避免了复杂的资源调度算法。
EV-DO虽然使用单独的载波进行数据传输，但是从射频角度来看，IS-95/2000 1X与EV-DO是完全兼容的。这就意味着基站的射频器件是与IS-95/2000 1X系统可以相同，设备制造商可以不改变设备元器件生产和采购方法，运营商可以在现有网络升级时使用现存的IS-95/2000 1X射频部分，从而在很大程度上保护了之前的投资。
EV-DO技术提高了空中接口的传输速率；它采用速率控制而不是功率控制，可以始终使用最大功率发射前向链路信号，提高了可靠性；运用特有的调度算法合理处理小区内多个终端的业务竞争。

#### CDMA2000 1xEV-DV
CDMA2000 1xEV第二阶段，CDMA2000 1xEV-DV（Evolution-Data and Voice发展－数据和语音），支持下行（向前链路）数据速率最高3.1 Mbps，上行（反相链路）速率最高1.8 Mbps。1xEV-DV还能支持1x语音用户，1xRTT数据用户和高速1xEV-DV数据用户使用同一无线信道并行操作。
1xEV-DO已经开始商业化运营。欧洲市场稍微早于美国市场。2004年夏捷克移动运营商Eurotel开始运营sinceCDMA2000 1xEV-DO网络，他们提供的上行速率大约1Mbps。这项服务每月大约花费30欧元无流量限制。如果用户使用这项服务，需要购买一个大约300欧元的Gtran GPC-6420调制解调器。

#### 当前部署情况
2004年1月，北美Verizon Wireless宣布计划在全国范围部署1xEV-DO。
尽管有些電信运营商已经完成测试或者有限的试用，但是到2004年7月还没有一个商业化运营的1xEV-DV。美国运营商Sprint PCS已经宣布计划在他们已有的CDMA网络基础上部署1xEV-DV网络。
由于可用的1xEV-DV设备延迟交货和来自美国其他正在部署3G网络的电信运营商的压力，Sprint宣布，2004年6月计划广泛部署1xEV-DO，但是他们的长期1xEV-DV计划好像还不确定（尽管他们当前计划2006年部署EV-DV）。
Qualcomm高通最近由于缺乏运营利润可能已经停止EV-DV的开发，更可能是因为Sprint和Verizon都在使用EV-DO。

### CDMA2000 1xEV-DO Rev.C（UMB）
原本被稱為CDMA2000 1xEV-DO Revision C，後來改稱超行動寬頻（Ultra Mobile Broadband；UMB）是CDMA2000技術的下一代演進標準，與GSM/GPRS/EDGE/UMTS/HSPA技術的下一代標準長程演進（Long Term Evolution；LTE）及WiMAX都是4G高速行動寬頻的重要技術之一。在2008年11月13日，Qualcomm的執行長Paul Jacobs宣佈該公司結束發展UMB技術，轉而支持3GPP的LTE技術。
UMB承諾在行動通訊環境下可以讓下行與上行最高速率各可達到288Mbps及75Mbps；相較於LTE的下行及上行各達100Mbps及50Mbps，以及WiMAX的最高75Mbps，UMB目前暫居上風。
然而，相對應的應用尚未清楚，而且UMB標準可能要到2008年才會完成，商業用途則是要到2009年才有可能。
CDMA開發組織（CDMA Development Group, CDG）表示，UMB在資料傳輸上比現在任何解決方案都要來得快。譬如說，在版本A中，目前在美國電信商Sprint和Verizon的商業用途中，提供定點傳輸率1.45-2.8Mbps。
即使是版本B，也要到2008年才會商業化，這項技術預期可以比定點傳輸高過46.5Mbps。
CDG表示，UMB會使用MIMO和SDMA來提高更大容量和覆蓋範圍。

#### 優勢
1. 延遲可以大為減少。
2. 運用頻譜比以往CDMA技術都要來得有效率。
3. 另外，手持裝置的好處在於有更持久的電池效能並提升效能。
4. 在時速300公里以上的車上仍可使用，平均延遲僅有14.3微秒。

### CDMA2000 3x
CDMA2000 3x利用一对3.75 MHz无线信道（i.e., 3 X 1.25 MHz）来实现高速数据速率。3X版本的CDMA2000有时被叫做多载波（Multi-Carrier或者MC），这一版本还没有部署正处在研究开发阶段。

## 各地營運者
截止2008年年末，全球已經有102個國家和地區的276家電信運營商部署了CDMA2000網絡。
- 中國大陸：原由中国联通运营，2008年电信业重组后出售给中国电信
- 香港：電訊盈科流動通訊[3]
- 澳門：2006年由中國聯通投得牌照[4]，2008年中國電訊業重組後改由中國電信經營[5]
- 日本：KDDI
- 韓國：SK電訊、LG電信
- 美國：Verizon Wireless、Sprint Nextell、US Cellular等。